# Europameisterschaften im Modernen Fünfkampf 2015
Die Europameisterschaften im Modernen Fünfkampf 2015 fanden vom 17. bis 23. August 2015 in Bath im Vereinigten Königreich statt.
Die deutsche Damenstaffel, bestehend aus Annika Schleu und Lena Schöneborn wurde Europameister. Im Vorjahr hatten Schleu und Schöneborn noch den zweiten Platz belegt. Im Einzel verpasste Schöneborn die Titelverteidigung aus dem Vorjahr, sie gewann die Bronzemedaille. Im Mannschaftswettbewerb wurden Schleu und Schöneborn gemeinsam mit Janine Kohlmann Zweite. Die Europameisterschaften fungierten als Qualifikationsturnier für die Olympischen Spiele 2016 in Rio de Janeiro.

## Herren

### Einzel
| Platz | Land       | Sportler                |
| ----- | ---------- | ----------------------- |
| 1     | Irland     | Arthur Lanigan O’Keeffe |
| 2     | Frankreich | Valentin Prades         |
| 3     | Italien    | Riccardo De Luca        |

### Mannschaft
| Platz | Land       | Sportler                                          |
| ----- | ---------- | ------------------------------------------------- |
| 1     | Frankreich | Valentin Prades Valentin Belaud Christopher Patte |
| 2     | Russland   | Alexander Lessun Ilja Frolow Jegor Putschkarewski |
| 3     | Tschechien | Jan Kuf Ondřej Polívka David Svoboda              |

### Staffel
| Platz | Land    | Sportler                              |
| ----- | ------- | ------------------------------------- |
| 1     | Ukraine | Dmytro Kirpuljanskyj Jurij Fedetschko |
| 2     | Ungarn  | István Málits Bence Harangozó         |
| 3     | Italien | Valerio Grasselli Tullio De Santis    |

## Damen

### Einzel
| Platz | Land        | Sportlerin                         |
| ----- | ----------- | ---------------------------------- |
| 1     | Litauen     | Laura Asadauskaitė-Zadneprovskienė |
| 2     | Frankreich  | Élodie Clouvel                     |
| 3     | Deutschland | Lena Schöneborn                    |

### Mannschaft
| Platz | Land                   | Sportlerinnen                                 |
| ----- | ---------------------- | --------------------------------------------- |
| 1     | Vereinigtes Königreich | Freyja Prentice Kate French Samantha Murray   |
| 2     | Deutschland            | Janine Kohlmann Annika Schleu Lena Schöneborn |
| 3     | Italien                | Gloria Tocchi Claudia Cesarini Alice Sotero   |

### Staffel
| Platz | Land        | Sportlerinnen                           |
| ----- | ----------- | --------------------------------------- |
| 1     | Deutschland | Annika Schleu Lena Schöneborn           |
| 2     | Russland    | Jekaterina Churaskina Swetlana Lebedewa |
| 3     | Litauen     | Lina Batulevičiūtė Emilija Serapinaitė  |

## Mixed
| Platz | Land     | Sportler                          |
| ----- | -------- | --------------------------------- |
| 1     | Italien  | Valerio Grasselli Camilla Lontano |
| 2     | Belarus  | Ilja Palaskou Katsiaryna Arol     |
| 3     | Russland | Alexander Kukarin Donata Rimšaitė |

## Medaillenspiegel
| Platz | Land                   | Goldmedaille | Silbermedaille | Bronzemedaille |
| 1     | Frankreich             | 1            | 2              | –              |
| 2     | Deutschland            | 1            | 1              | 1              |
| 3     | Italien                | 1            | –              | 3              |
| 4     | Litauen                | 1            | –              | 1              |
| 5     | Irland                 | 1            | –              | –              |
| 5     | Ukraine                | 1            | –              | –              |
| 5     | Vereinigtes Königreich | 1            | –              | –              |
| 8     | Russland               | –            | 2              | 1              |
| 9     | Ungarn                 | –            | 1              | –              |
| 10    | Belarus                | –            | 1              | –              |
| 10    | Tschechien             | –            | –              | 1              |